# Kang Bashi
Le district de Kang Bashi (chinois simplifié : 康巴什区 ; pinyin : kāng bāshí qū) ; translittération du mongol : ᠬᠢᠶ᠎ᠠ
ᠪᠠᠭᠰᠢ
ᠳᠤᠭᠤᠷᠢᠭ, VPMC : qiy-a bagsi duɣurig, cyrillique : хиа багш дугараг, MNS : khia bagsh, littéralement : arrondissement de l'aide-enseignant), est un district de la ville-préfecture d'Ordos, dans la région autonome de Mongolie-Intérieure, en République populaire de Chine.
Construite entre 2005 et 2010, la ville de Kang Bashi est considérée en 2015 comme une des villes fantômes de Chine. Elle comportait 153 000 habitants en 2017.

## Architecture contemporaine
Des statues monumentales de cavaliers mongols montent la garde devant la mairie.
La ville est parsemée de grands espaces verts, entre de larges avenues. Le jardin Mulan Mulun (木兰木论公园), situé au bord du lac Mulan Mulun (木兰木论湖), ou s'écoule la rivière, également appelée Mulan Mulun (木兰木论河), comporte quelques bâtiments construits dans des styles traditionnels.
Le centre du quartier de Kang Bashi abrite différents bâtiments culturels créés au XXIe siècle et majoritairement inaugurés dans les années 2010, d'architecture contemporaine.
- Le théâtre-opéra d'Ordos (鄂尔多斯大剧院), en forme de chapeau mongol
- La bibliothèque évoquant trois livres inclinés
- Le musée d'Ordos, aux formes profilées, à l'isolation extérieure en bois, et aux formes organiques à l'intérieur, a été inspiré par un bloc de charbon.
- Le Grand pont Kang Bashi (康巴什大桥) est une œuvre d'architecture des ponts suspendus, d'une longueur de 1 005 mètres, il comporte deux piliers hauts de 129 mètres.

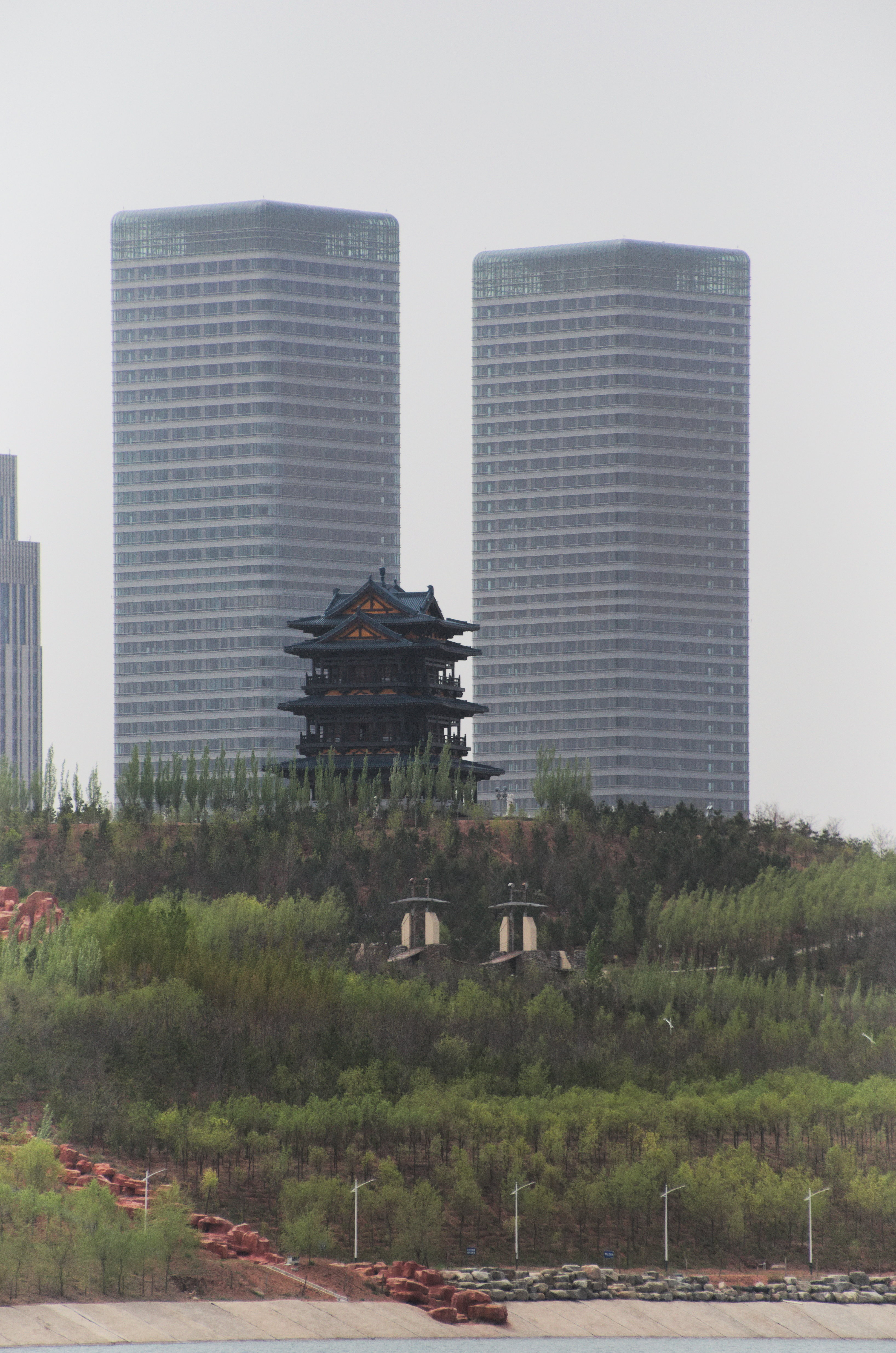
Deux tours et jardin au bord de la rivière Mulan Mulun
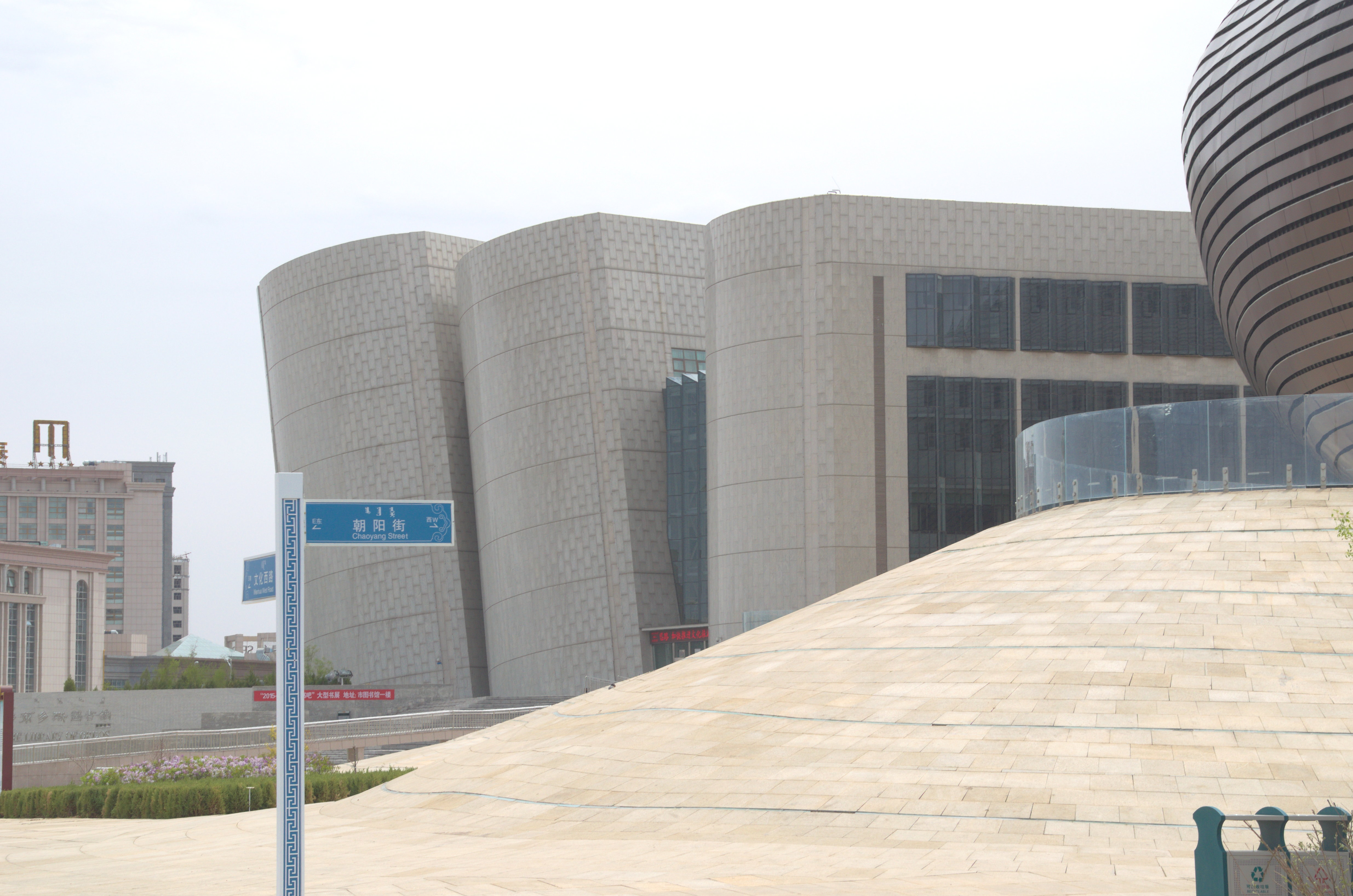
Bibliothèque d'Ordos
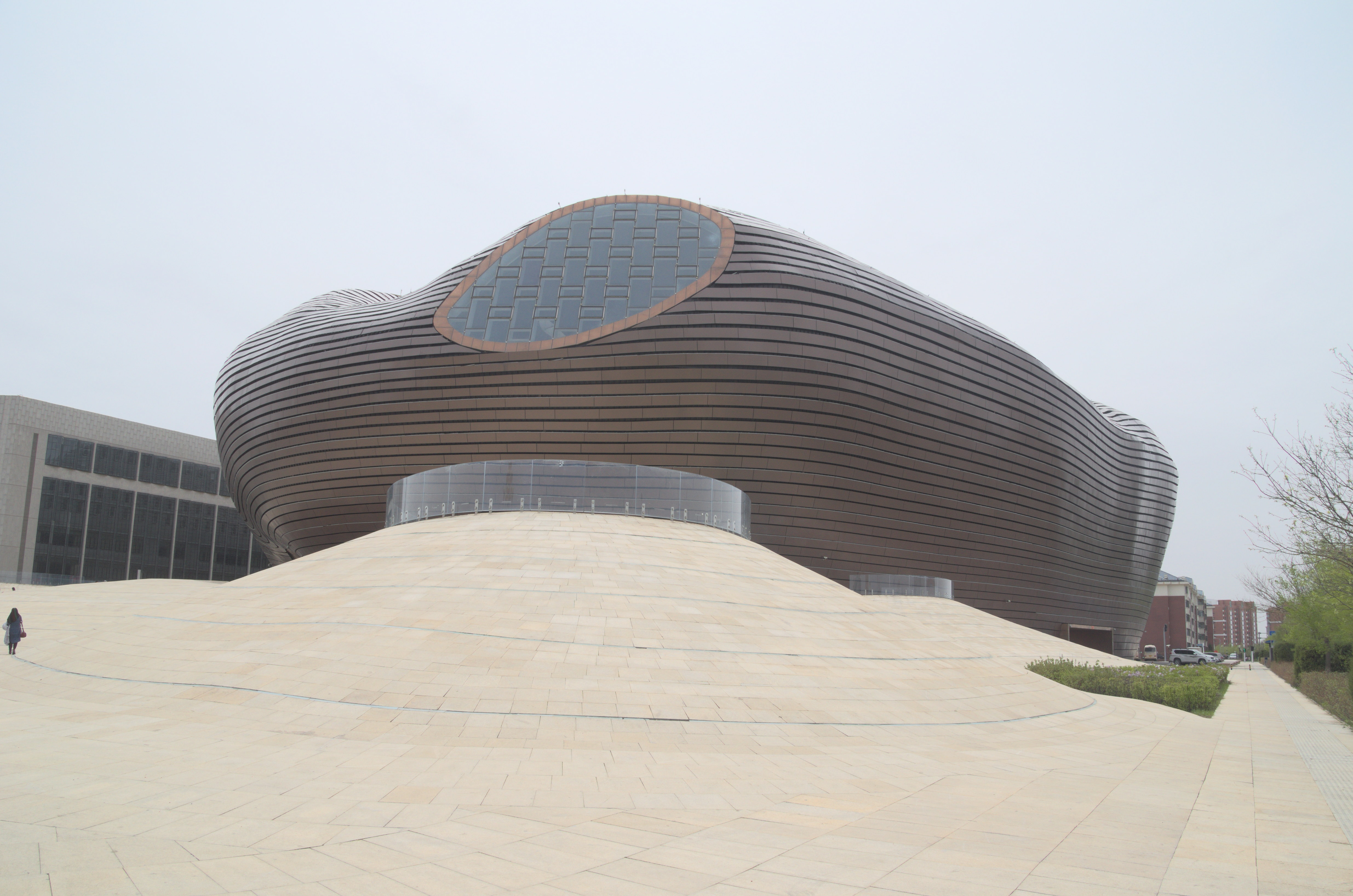
Musée d'Ordos, conçu par MAD Studio
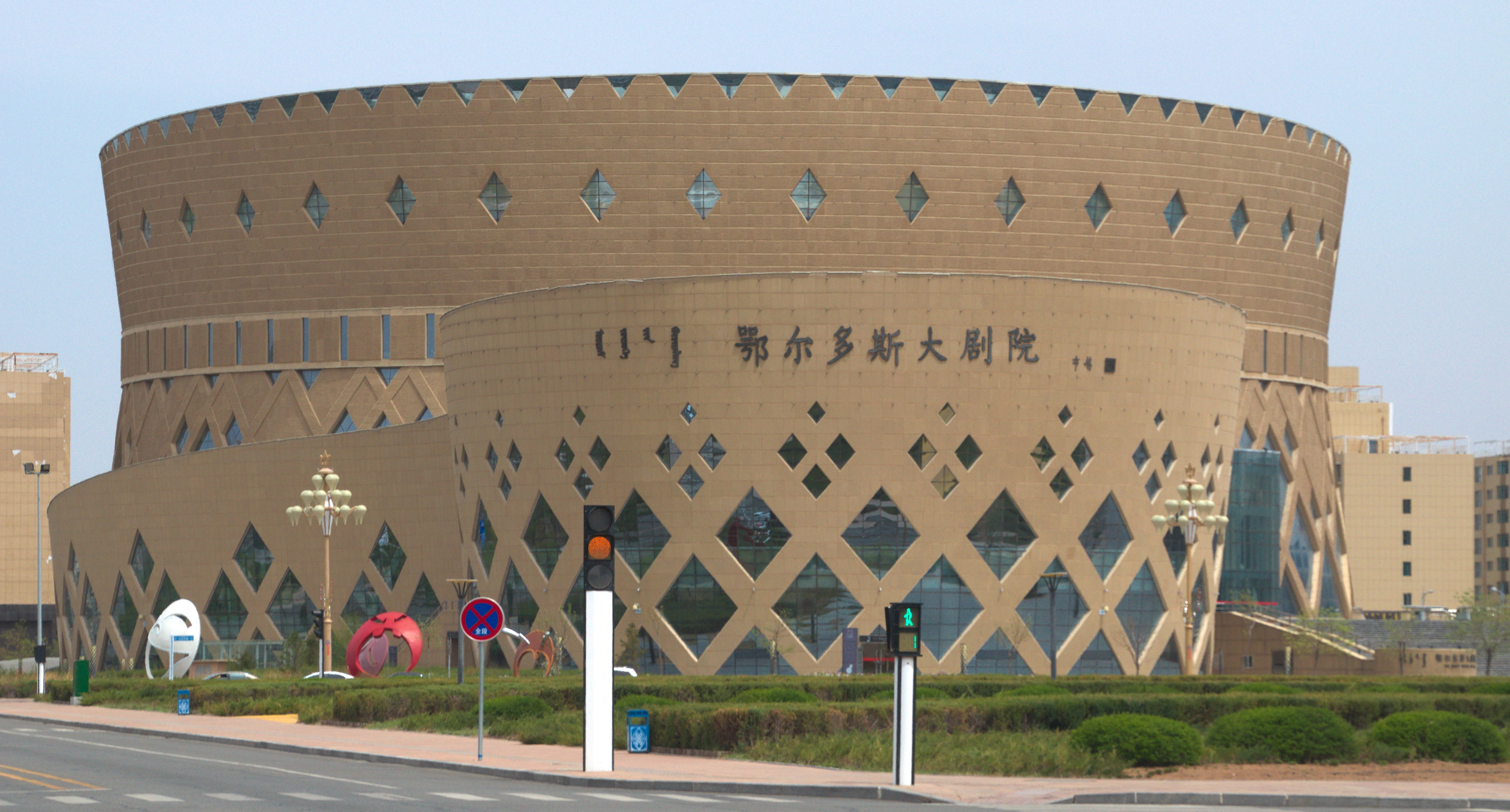
Opéra d'Ordos
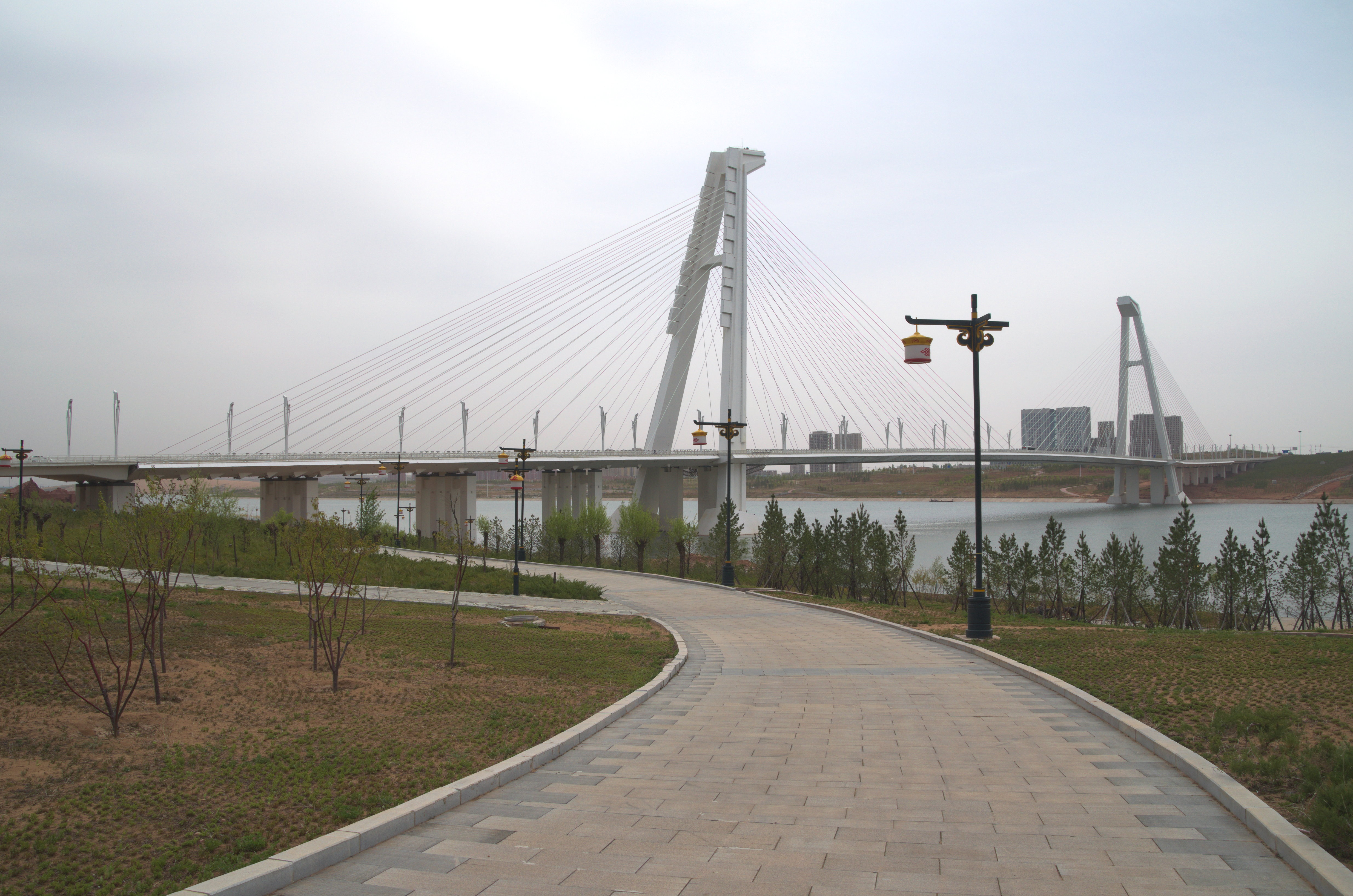
Grand pont Kang Bashi depuis le jardin Mulan Mulun.